# Ureumcyclus

De ureumcyclus.
1 Ornithine
2 Carbamoylfosfaat
3 Citrulline
4 Argininesuccinaat
5 Fumaraat
6 Arginine
7 Ureum

De ureumcyclus is een cyclisch proces van ureumvorming uit koolstofdioxide en ammoniak en vindt plaats in de lever.  Dankzij deze cyclus zijn gewervelde landdieren in staat hun overtollige stikstof uit te scheiden in een niet-giftige en goed in water oplosbare vorm, namelijk via de urine.  Deze cyclus werd in 1932 opgehelderd door Hans Krebs en Kurt Henseleit.  Vijf jaar later zou Krebs ook de citroenzuurcyclus ophelderen.
Afvoer van de stikstof in de vorm van ammoniak is geen optie.  De hoeveelheid ammoniak, afhankelijk van de voeding ongeveer 1 mol per dag, zou een grote belasting voor het lichaam tot gevolg hebben.  Ureum is onder fysiologische omstandigheden op zuur/basegebied niet actief, maar wel goed water-oplosbaar.
De stikstof die moet afgescheiden worden, komt vrij bij de afbraak van aminozuren, waarbij asparaginezuur en glutaminezuur als laatste tussenschakel dienen.
De eerste stap in de ureumcyclus is de vorming van carbamoylfosfaat uit koolstofdioxide, ammoniak en ATP; N-acetylglutamaat treedt hierbij op als activator. Carbamoylfosfaat reageert vervolgens met de δ-aminogroep van ornithine tot citrulline. Deze laatste verbinding neemt nog een aminogroep op, onder vorming van arginine, in een tweestapsproces, waarin eerst condensatie met asparaginezuur plaatsvindt en daarna fumaraat weer wordt afgesplitst. Door het enzym arginase wordt arginine ten slotte gesplitst in ureum en ornithine, waarmee een nieuwe cyclus kan beginnen.